# Авероес
Авероес е името, с което е известен в Европа Абдул Уалид Мохамед ибн Ахмед ибн Мохамед ибн Ахмед ибн Ахмед (на арабски: أبو الوليد محمد بن احمد بن محمد بن احمد بن احمد بن رشد), наричан още ибн Рушд, арабски философ, лекар, юрист и математик. Неговите философски възгледи оказват силно влияние върху европейската философия (вижте авероизъм).

## Биография
Авероес е роден на 14 април 1126 година в Кордоба, Алморавидски емират (днес Испания). Произлиза от семейство на юристи от школата Маликия. Дядо му Абдул Валид Мохамед е главен съдия на Кордоба при Алморавидите, а баща му Абдул Касим Ахмед заема същия пост до идването на власт на Алмохадите през 1146 г.
Авероес е представен в двора от философа Ибн Туфайл (Абубацер), везир на Абу Якуб Юсуф. Там той се сприятелява с известния лекар Авензор. През 1160 г. е назначен за кадия в Севиля и през цялата си кариера заема различни съдебни постове в Андалусия и Мароко. Впоследствие става кралски лекар на мястото на Ибн Туфайл.
Със засилването на религиозния фанатизъм в Андалусия в края на 12 век Авероес е отстранен от постовете си и е заточен и поставен под наблюдение в околностите на Кордоба. През следващите години много негови трудове в областта на логиката и метафизиката са унищожени от цензурата.
Умира на 10 декември 1198 година в Маракеш на 72-годишна възраст.

## Философия
Най-важният философски труд на Авероес е „Тахафут ат-Тахафут“ („Опровержение на опровержението„), в който защитава философията на Аристотел срещу твърденията на ал-Газали, че тя е вътрешно противоречива и несъответстваща на учението на исляма. Според него няма конфликт между религия и философия, това са само два различни пътя за достигане до истината.
Коментарите му върху Аристотел сами по себе си са разделени на три нива, всяко от които се отличава с различен обем – най-кратките/джами/са предимно обяснителни парафрази, излагащи по същество заключенията на Аристотел;средно дългите/талхис/ добавят обяснения и съдържат някои собствени мисли на Ибн Рушд; най-дългите – тафсир – представят детайлни коментари и излагат мислите както на Аристотел, така и на Ибн Рушд задълбочено и подробно.“
Авероес е автор на обширна медицинска енциклопедия, както и на коментари на Аристотел, чиито преводи преоткриват забравената в Западна Европа аристотелова философия. Той пише своите изследвания в продължение на почти три десетилетия и коментира всички трудове на Аристотел, с изключение на „Политика“, до която няма достъп. Идеите на Авероес са включени в християнската схоластична традиция от автори като Сигер Брабантски и Тома Аквински.
Авторитетът на Авероес в Западна Европа е такъв, че Тома Аквински го нарича просто Коментатора, така, както нарича Аристотел Философа. Освен Аристотел, Авероес прави коментари и на „Държавата“ на Платон. В своето произведение „Решителният трактат“ Авероес защитава философията, като твърди, че тя не противоречи на предписанията в Корана и може да разсъждава върху Божия промисъл.